# Rauhiella
Rauhiella là một chi thực vật có hoa trong họ, Orchidaceae.